# Sangling Tsering Dorjee
Sangling Tsering Dorjee (tibétain : གསང་གླིང་ཚེ་རིང་རྡོ་རྗེ, Wylie : gsang gling tshe ring rdo rje), né en 1950 au Tibet, est un diplomate, députée du Parlement tibétain en exil et écrivain tibétain. 

## Biographie
Sangling Tsering Dorjee, s'enfuit en Inde l'année du soulèvement tibétain de 1959. Il étudie à l'école secondaire supérieure à l'école centrale pour les Tibétains de Mussoorie, puis rejoint le Collège Saint-Étienne de l'université de Delhi avec une bourse du gouvernement indien. En 1972, il commence à travailler pour le gouvernement tibétain en exil, est affecté au Bureau du Tibet au Népal, puis au ministère des affaires intérieures et de sécurité, celui de l'éducation, à la Tibetan Homes Foundation.
Sangling Tsering Dorjee est nommée représentant dalaï-lama au Bureau du Tibet de Genève de 1976 à 1985. 
En 1980, il est membre et chef adjoint de la délégation de la deuxième mission d'enquête au Tibet.
Il est élu en 1991 et en  2001 député du Parlement tibétain en exil.
Tsering Dorjee Sangling, vit en Suisse. Il a publié en décembre 2015 en Inde un livre sur les mots honorifiques tibétains et leur utilisation, livre qu'il a distribué gratuitement dans les écoles et centres d'apprentissage tibétains en Inde et en Suisse. Il a également publié un livre sur les anciens dictons tibétains et l'a distribué dans les écoles, monastères et autres centres d'apprentissage tibétains.

## Publications
- (bo) Bod kyi gtam dpe phyogs bsgrigs, 2010:
- (bo) Gsar brje : bkag sdom byas paʼi Bod kyi rig gnas gsar brjeʼi dran tho
- (bo) Sha jie.
- (bo) Zhe sa'i snying bcud blo gsar 'dzum zhal, 2015